# Seweryn Chajtman
Seweryn Chajtman (5 de agosto de 1919 en Varsovia - 20 de agosto de 2012 allí) - un científico polaco (PhD, profesor), ingeniero, profesor de organización y gestión en la industria (Organización Industrial), fue pionera en Ciencias de la Computación en Polonia. Creador de la teoría alternativa de Organización y Gestión.

## Biografía
Después de la secundaria, estudió en la Escuela Superior Estatal de Ingeniería Mecánica y Eléctrica, fundada por Hyppolite Wawelberg y Stanislaw Rotwand. En el estudio llevó a cabo un trabajo como maquinista y pasante en talleres de reparación de Piotrkowska Manufactory en Piotrkow (1937) y en la estación de trenes de Varsovia-West Roundhouse (1938). Además, ganó dinero como dibujante, diseñador e instalador. En julio de 1939, se graduó de la Facultad de Ingeniería Mecánica de la Escuela Superior Estatal de Ingeniería Mecánica y Eléctrica (sección de taller y la máquina-herramienta). Durante sus estudios, fue miembro de la Socialist Youth Organization "Life" (hasta 1938). Desde febrero de 1939 trabajó para una fábrica de máquinas de impresión en Varsovia como diseñador y director del taller.